# Tôn phu nhân
Tôn phu nhân (chữ Hán: 孫夫人), 190-266, là một người vợ Hán Chiêu Liệt Đế Lưu Bị, người đã lập ra Thục Hán vào thời kì thời Tam Quốc trong lịch sử Trung Quốc.
Theo những gì ít ỏi được viết về bà, Tôn thị là con gái duy nhất và là con nhỏ nhất của Trường Sa thái thú Tôn Kiên, và là em gái của Tôn Sách và Tôn Quyền, những người tạo dựng cơ nghiệp nước Đông Ngô, một thế lực từng lập liên minh với Thục Hán trong một thời gian dài trước khi trở mặt.
Bà không được ghi lại tên thật, nhưng thường được biết đến với tên Tôn Nhân (孫仁) trong Tam Quốc diễn nghĩa, Tôn Thượng Hương (孫尚香) trong Kinh kịch. Ngoài ra, bà còn có tên khác nữa là Cung Yêu Cơ (弓腰姬).

## Tiểu sử
Tôn phu nhân không rõ năm sinh, người Phú Xuân, Ngộ quận (吴郡富春; nay là Phú Dương, Hàng Châu, Chiết Giang). Theo Tam quốc chí ghi lại, bà là một nhân vật không thể xem thường, đặc biệt là trí tuệ cao siêu, mưu lược uyên thâm, không thua kém nam giới, có tính cách cương trường, giỏi kiếm cung, rất giống 2 người anh trai là Tôn Sách và Tôn Quyền. Không rõ mẹ bà có phải là Ngô phu nhân, chính thê của Tôn Kiên hay không.
Năm Kiến An thứ 14 (210), sau Trận Xích Bích với thắng lợi thuộc về Đông Ngô, bà được gả cho Lưu Bị nhằm giữ vững mối hòa hiệp trong liên minh Ngô-Thục. Là con gái của Tôn Kiên, em gái của Tôn Sách, Tôn Quyền thì có thể là người tầm thường được không? Trong một xã hội nam quyền, vận mệnh của người phụ nữ phụ thuộc, gắn chặt với chồng, nên chồng mà lên trời thì người phụ nữ sẽ thành tiên, chồng mà xuống đất thì người phụ nữ nhất định sẽ thành quỷ. Tôn đại tiểu thư biết rõ đạo lý này, cho dù huynh trưởng của cô bắt cô kết hôn thật hay kết hôn giả, dù sao khi đã bước vào nhà họ Lưu thì sẽ trở thành người nhà họ Lưu, coi đại nghiệp của Lưu tiên sinh là trách nhiệm của mình, giúp đỡ Lưu Bị hết sức mình, hoàn toàn là một nữ trung hào kiệt mưu lược để làm chủ bản thân. Vào lúc đó, bà chỉ vừa tầm 20 tuổi, còn Lưu Bị đã hơn 40 tuổi. Do cả hai bà vợ trước đó của Lưu Bị đều đã mất, Tôn phu nhân dần dần kiểm soát nhà và con trai Lưu Thiện của Lưu Bị.
Tính cách của Tôn phu nhân được ghi nhận là ương ngạnh và có vẻ rất không thích Lưu Bị cùng Thục Hán. Tam quốc chí của Trần Thọ chép rằng:「"Nguyên trước Tôn Quyền gả em gái cho Tiên chủ, em gái vốn là người tài giỏi, nhanh nhẹn cương mãnh, có phong thái của các anh, thị tì hơn trăm người đều quen cầm đao đứng hầu, Tiên chủ mỗi lần vào đều thấy lạnh cả người"」. Bản thân Tam quốc chí chép lại đánh giá của Gia Cát Lượng về Tôn phu nhân như sau:「"Chúa công khi ở Công An, phía bắc úy kị Tào công cường mạnh, phía đông lo lắng Tôn Quyền bức bách, ở gần lại sợ Tôn phu nhân sinh biến ngay sát nách. Tình thế lúc ấy, thật là tiến thoái lưỡng nan..."」
Năm Kiến An thứ 17 (212), Lưu Bị nhập vào đất Thục, Tôn Quyền sai người kêu Tôn phu nhân về Đông Ngô, lúc này Tôn phu nhân dẫn theo con của Lưu Bị là Lưu Thiện đi cùng. Biết chuyện, Gia Cát Lượng sai tướng quân Triệu Vân đến đoạt lại Lưu Thiện. Sau đó, sử sách không có ghi chép gì về Tôn phu nhân nữa. Đáng tiếc, người phụ nữ hào tình như thế, trước hết lại là quân cờ của Tôn Quyền (gả cho Lưu Bị là lối thoát duy nhất), tiếp đó lại là quân cờ trong tay Lưu Bị (gả vào nhà danh môn), hoàn toàn không thể làm chủ bản thân, chỉ để lại cho người đời sau một tiếng thở dài, than tiếc.

## Hình tượng dân gian

### Trong Tam Quốc diễn nghĩa
Tôn phu nhân lần đầu tiên ra mắt trong Tam quốc diễn nghĩa đã bị Lỗ Túc mượn cớ. Lỗ Túc đã hiến kế với chúa công Tôn Quyền cho Lưu Bị kết hôn với quận chúa "cực kỳ hữu dụng, có hàng tá người hầu luôn mang theo đao bên mình, trong phòng binh khí để khắp nơi, mặc cho nam tử không đề phòng".
Theo lời Lỗ Túc thì Tôn phu nhân là một cô gái ngổ ngáo bướng bỉnh, đến miệng bà mai mối đã trở thành một cô gái "ngoan hiền". Lưu Bị đã cho thuyền tới để cưới quận chúa "ngổ ngáo" của nước Đông Ngô. Không ngờ rằng trong đêm động phòng, Lưu Bị đã bị Tôn Nhân đâm bằng dao, đao kiếm khiến người tỳ nữ hoảng sợ. Tôn Nhân thấy tình hình như vậy bèn nói một câu: "Chém giết nửa đời người, sợ gì binh đao!". Hai năm sau, mối quan hệ giữa Ngô và Thục bắt đầu căng thẳng. Tôn phu nhân quay trở về với anh trai của mình là Tôn Quyền. Theo những gì Triệu Vân viết thì bà định mang theo con trai của Lưu Bị là Lưu Thiện với mình. Tuy nhiên, việc đó đã bị Trương Phi và Triệu Vân chặn lại. Sau khi hai bên thương thuyết, Tôn phu nhân đã để lại Lưu Thiện và trở về nước Ngô.
Theo Tam quốc diễn nghĩa, sau trận Di Lăng có kẻ phao tin Lưu Bị chết, bà đã trầm mình xuống sông tự vẫn.

### Kinh kịch
Trong Kinh kịch, Tôn phu nhân thường được gọi là Tôn Thượng Hương và xuất hiện trong một số vở.
- Cam Lộ tự (甘露寺): Ngô phu nhân thân ở Cam Lộ tự trông thấy tướng mạo Lưu Bị, lấy lưỡng quốc hòa hảo làm trọng, đem Tôn Thượng Hương hứa gả Lưu Bị[3].
- Biệt cung (別宮): Tôn Thượng Hương từ Kinh Châu trở lại Đông Ngô, nghe nói Lưu Bị thất bại phạt Ngô, chết ở Bạch Đế thành, đau buồn quá độ. Bà vào cung từ biệt mẫu thân Ngô Quốc Thái, sau đó đến bên bờ sông Dao tế rượu, rồi nhảy sông mà chết[4].
- Biệt cung Tế giang (別宮祭江): nội dung tương tự vở Biệt cung.

### Điện ảnh
- Trong phim Tam quốc diễn nghĩa, nhân vật Tôn Thượng Hương được diễn xuất bởi Triệu Việt.
- Trong phim Đại chiến Xích Bích, nhân vật Tôn Thượng Hương được diễn xuất bởi Triệu Vy.
- Trong phim Việt quang bảo hạp, nhân vật Tôn Thượng hương được diễn xuất bởi Chung Hân Đồng.
- Trong phim Tân Tam Quốc Diễn Nghĩa phát hành vào năm 2010, nhân vật Tôn Tiểu Muội được diễn xuất bởi diễn viên Lâm Tâm Như.
- Trong phim Võ Thần Triệu Tử Long, nhân vật Tôn Thượng Hương được diễn xuất bởi Go Na Eun .